# Reggia di Peterhof

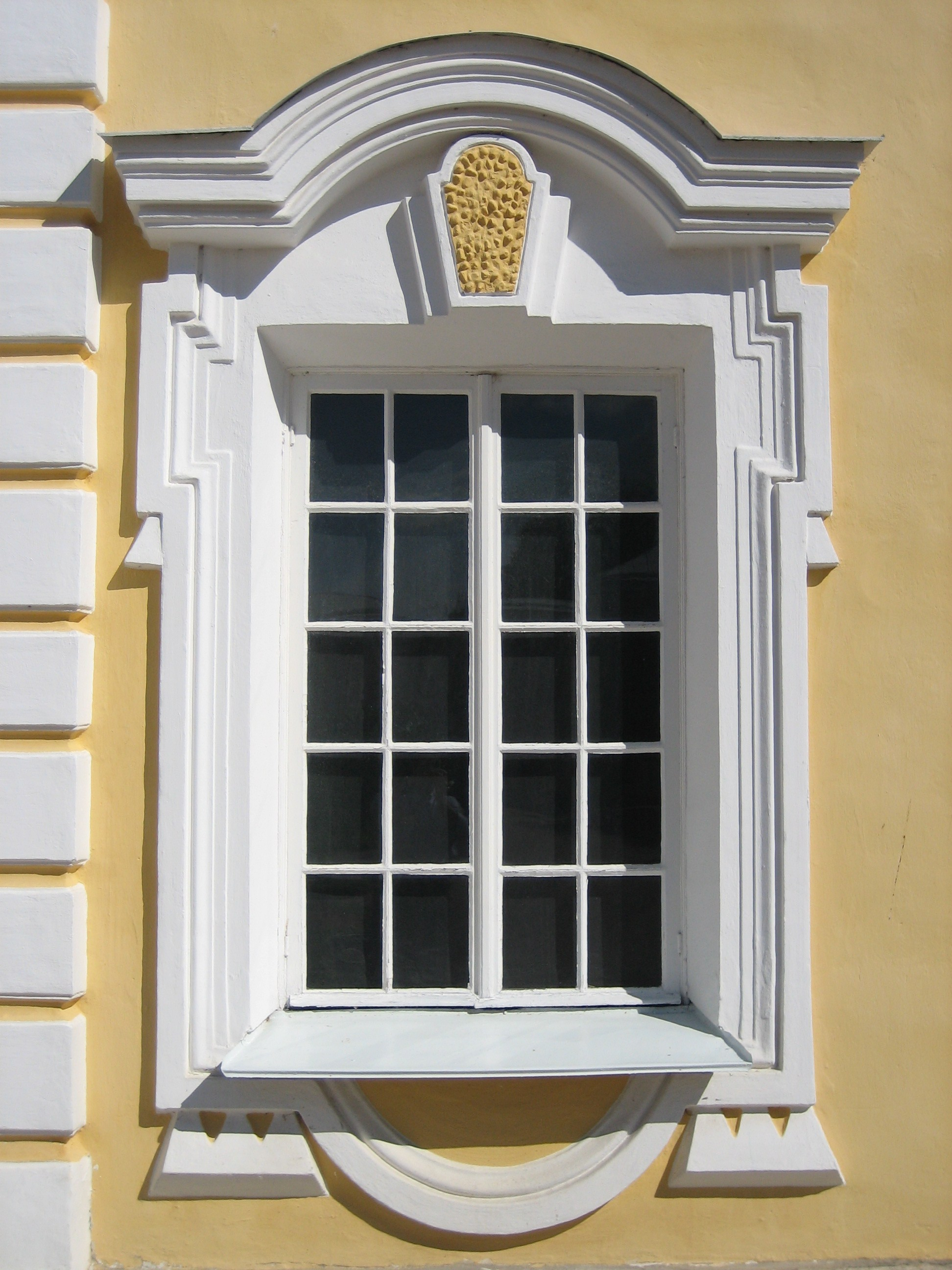
Una finestra di Peterhof

Peterhof (in russo Петерго́ф?, Petergóf; il toponimo originale, Peterhof, significa "Corte di Pietro" in tedesco) è una reggia dello zar, sulle rive del Golfo di Finlandia, edificata per volere di Pietro il Grande tra il 1714 e il 1723. Fa parte delle Sette meraviglie della Russia.

## Geografia
Situato nell'omonima cittadina, a circa 20 chilometri ad ovest da San Pietroburgo, questa reggia comprende diversi e numerosi palazzi, si estende su una superficie di 607 ettari e è inserita nell'elenco dei Patrimoni dell'umanità stilato dall'UNESCO.

## Storia
Funse da residenza imperiale fino alla Rivoluzione d'ottobre, nel 1918 i palazzi divennero musei ma durante la Seconda guerra mondiale Peterhof fu occupato dai soldati nazisti dal 1941 al 1944. Tuttavia prima dell'occupazione si riuscì a sgombrare più di 8 000 oggetti dell'arredamento dei palazzi e circa 50 statue, che vennero salvate mentre il complesso fu quasi completamente distrutto da bombardamenti e combattimenti vari.
Dopo la guerra incominciò la ricostruzione di Peterhof, che prosegue tuttora. Nel 1945 fu aperto il Parco inferiore, nel 1946 riaprirono le fontane, nel 1947 fu costruita una copia della scultura Sansone, nel 1952 fu iniziata la ricostruzione del Palazzo Grande, il 17 maggio 1964 vennero aperti al grande pubblico le prime sale dei musei di Peterhof, che attualmente è una delle mete più visitate da turisti, sia russi che stranieri.

## Il complesso
La tenuta di Peterhof comprende il Parco superiore, il Parco inferiore e il Parco di Aleksandra, che occupano un'area di circa 607 ettari. Oltre ai numerosi palazzi e alle molte fontane, vi sono viali alberati, sentieri immersi nei boschi e che dominano il Golfo di Finlandia. Le Blond progettò la tenuta del Gran palazzo secondo il formale stile francese, con aiuole geometriche, sculture, chioschi e pergolati. Piante e arbusti, tra i quali alberi di vischio, olmi, aceri e roseti, vennero importati dall'estero.

### Palazzi

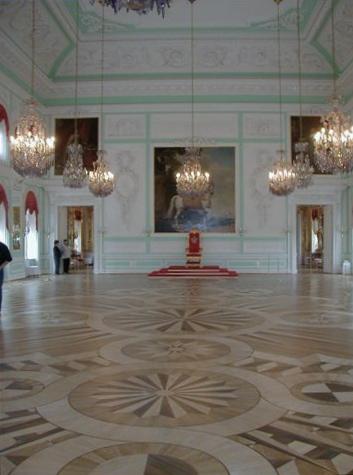
La sala del trono del Gran Palazzo

- Gran Palazzo: questo è il palazzo principale del complesso di Peterhof ed è la struttura più imponente dell'intero complesso. Determinante fu l'aggiunta delle ali laterali, realizzate fra il 1745 ed il 1755, su commissione della zarina Elisabetta e progettate dall'architetto italiano Bartolomeo Rastrelli. La "stanza di Çeşme" è decorata da dipinti che raffigurano l'omonima Battaglia di Çeşme, pitture realizzate dal 1771 al 1773 da Jakob Philipp Hackert. Nel Gran Palazzo, la maggior sala di rappresentanza è anche la ricca sala del trono, progettata da Jurij Velten nel 1770.
- Montplaisir: fu progettato nel 1714 da Johann Friedrich Braunstein e veniva usato dallo zar prevalentemente per ricevere gli ospiti, pur non risiedendo lui nel complesso di Peterhof.

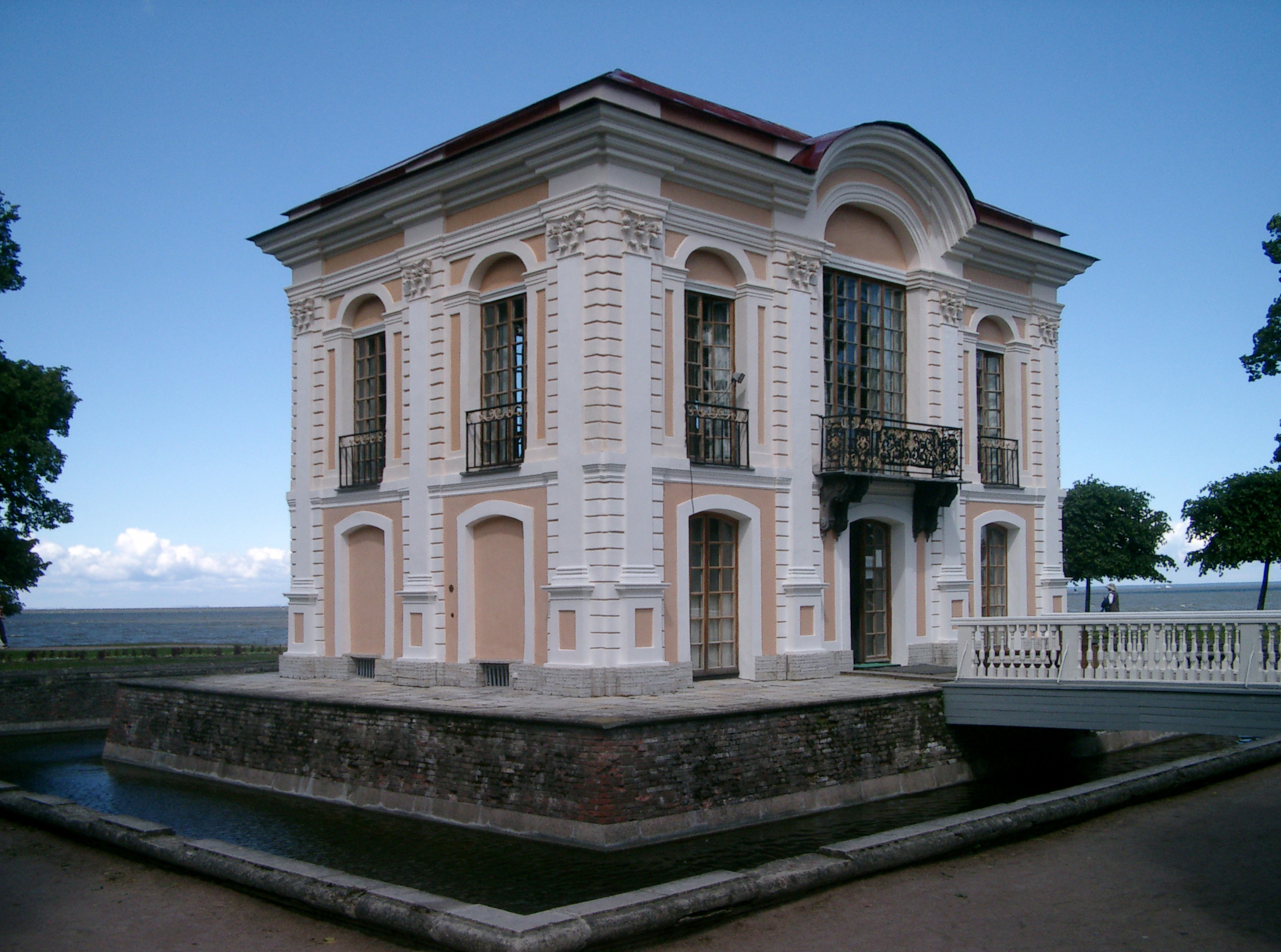
Il padiglione dell'Ermitage nella reggia di Peterhof

- Palazzo Marly: Marly-le-Roi, il capanno di caccia del re di Francia, ispirò Pietro durante le sue visite in Europa nel 1717. Eresse nello stesso anno una modesta residenza nel parco di Peterhof, che poteva accogliere alcuni ospiti. L'edificio si trova in un giardino di sculture e fontane.
- Padiglione dell'Ermitage: situato in posizione isolata sulle rive del Golfo di Finlandia, questo elegante padiglione costruito tra il 1721 e il 1725 venne progettato da Braunstein come sala da pranzo privata per lo zar e per i suoi amici. La facciata in stucco è decorata con pilastri corinzi, elaborati balconi in ferro battuto e ampie finestre.

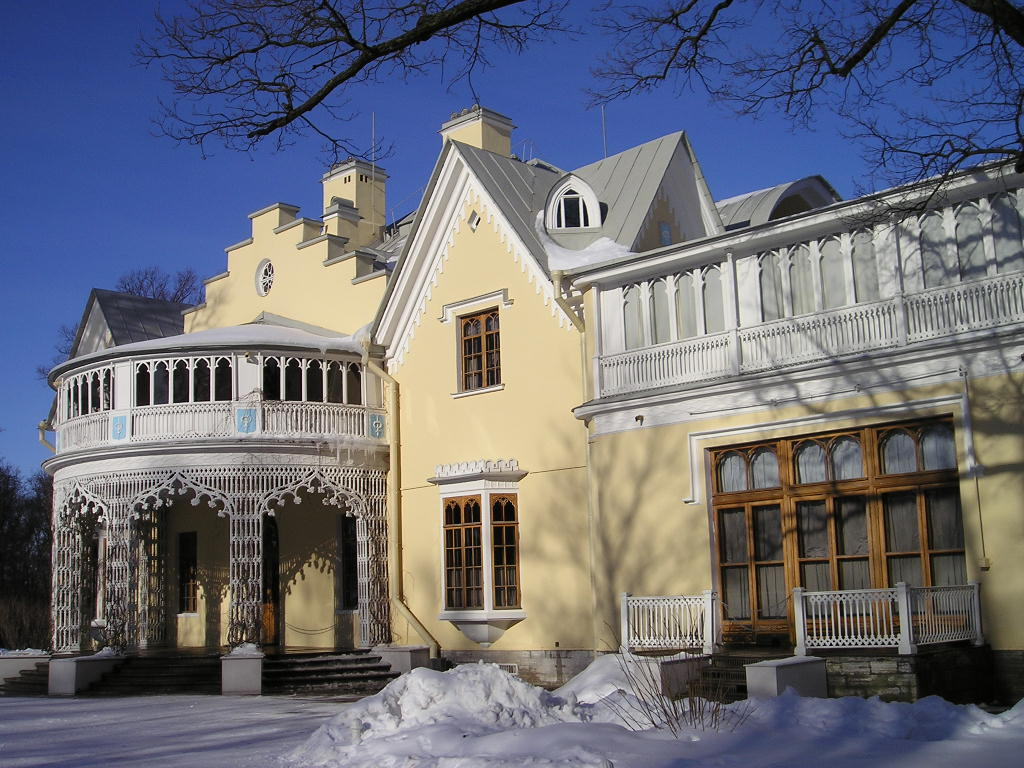
Il Cottage

- Cottage: La romantica tenuta-giardino del parco di Aleksandra, dal nome della moglie di Nicola I (1825-1855), costituisce l'ambientazione ideale per il Cottage. Questa residenza neogotica fu costruita tra il 1826 e il 1829 dall'architetto scozzese Adam Menelaws per Nicola I e sua moglie Aleksandra Fëdorovna.

### Parchi

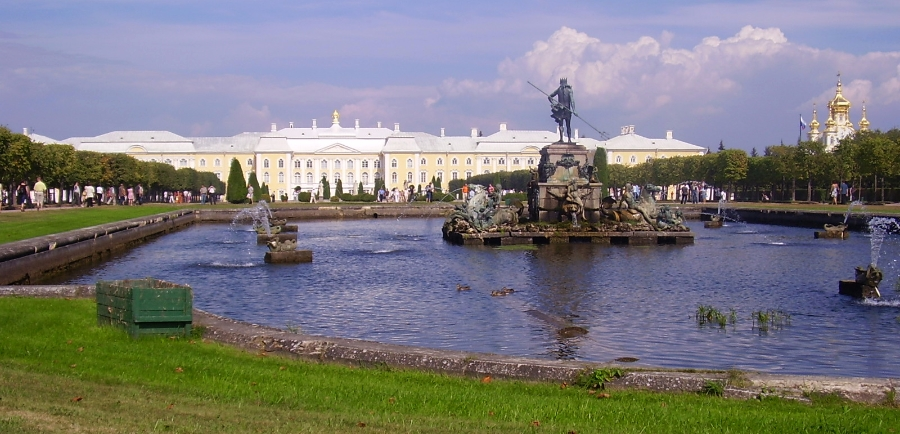
La fontana del Nettuno al Peterhof.

- Parco superiore: giardino alla francese che conta un grande numero di fontane e piscine. Nonostante il nome simile a quello del Parco inferiore, il suo aspetto è differente. Il parco è situato in un'area pianeggiante ed è costituito in gran parte da giardini classici; i boschetti sono pochi.
- Parco inferiore: giardino alla francese, che anch'esso conserva preziose fontane. Qui, al contrario che nei giardini superiori, prevale il bosco.
- Parco di Aleksandra: è un ulteriore parco di Peterhof, diverso dagli altri perché più boscoso. Al suo interno si trova un unico palazzo, il Cottage, in stile neoclassico, costruito nella prima metà del XIX secolo, immerso in un giardino lussureggiante. Altro edificio di particolare pregio è la cappella di Aleksandr Nevskij in stile neogotico. Il nome del parco deriva da quello della moglie di Nicola I, che visse nel Cottage per un po' di tempo.

### Fontane
- Grande cascata: era ornata da statue in piombo che vennero danneggiate dagli agenti atmosferici. Esse furono sostituite da sculture di bronzo nel 1799. Numerosi scultori provenienti dalla Russia crearono questa fontana dai getti mozzafiato.
- Fontana di Adamo ed Eva: scolpita da Giovanni Bonazza, venne commissionata da Pietro I nel 1718. Le due fontane si riferiscono al paradiso terrestre, ricreato a Peterhof dallo zar.
- Fontana di Nettuno: esisteva già circa 50 anni prima della costruzione del complesso di Peterhof. La scultura barocca venne eretta a Norimberga nel 1658 per celebrare la fine della guerra dei trent'anni (1618-1648) e fu acquistata dallo zar Paolo I (1796-1801) nel 1782, poiché là non vi era acqua sufficiente per farla funzionare.
- Fontane romane: furono progettate da Ivan Blank e da Ivan Davydov tra il 1738 e il 1739. Particolari sono quelle in marmo a due piani, simili a una fontana in Piazza San Pietro, a Roma.
- Fontana piramidale: fu eretta nel 1720. Questa è una delle molte fontane il cui getto crea una forma particolare. Più di 500 zampilli disposti in sette file si innalzano per creare l'obelisco in onore della Russia che vinse la Svezia.

## Accesso
Peterhof è accessibile dal mare: numerosi aliscafi partono dal Palazzo d'inverno, a San Pietroburgo, attraversano il fiume Neva e seguono il percorso della costa del golfo di Finlandia. Il complesso è comunque facilmente accessibile dalla strada: regolari collegamenti di autobus da e per San Pietroburgo trasportano i turisti.
I giardini superiori sono accessibili liberamente, ma per accedere a quelli inferiori bisogna essere muniti di biglietti. I palazzi sono accessibili solo in visita guidata. Come in molte delle attrazioni turistiche in Russia, i biglietti per turisti russi sono scontati circa del 10%; gli stranieri, invece, devono pagare il prezzo pieno. Questo favorisce anche un maggiore accesso ai russi alle spiagge di Peterhof.
Il complesso di Peterhof non è sempre aperto, come tutti gli altri palazzi e musei. In estate, la stagione dei turisti, i giardini inferiori sono aperti dalle ore 10 e le fontane non gettano più acqua alle ore 17.

## Galleria di fotografie

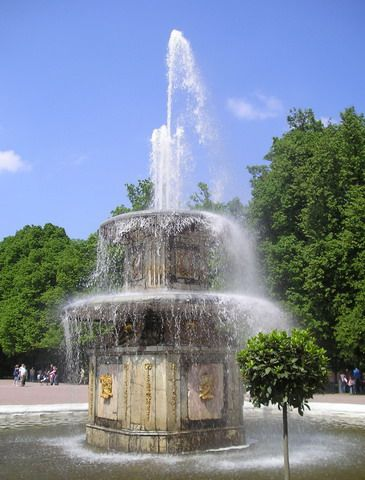
Fontana romana
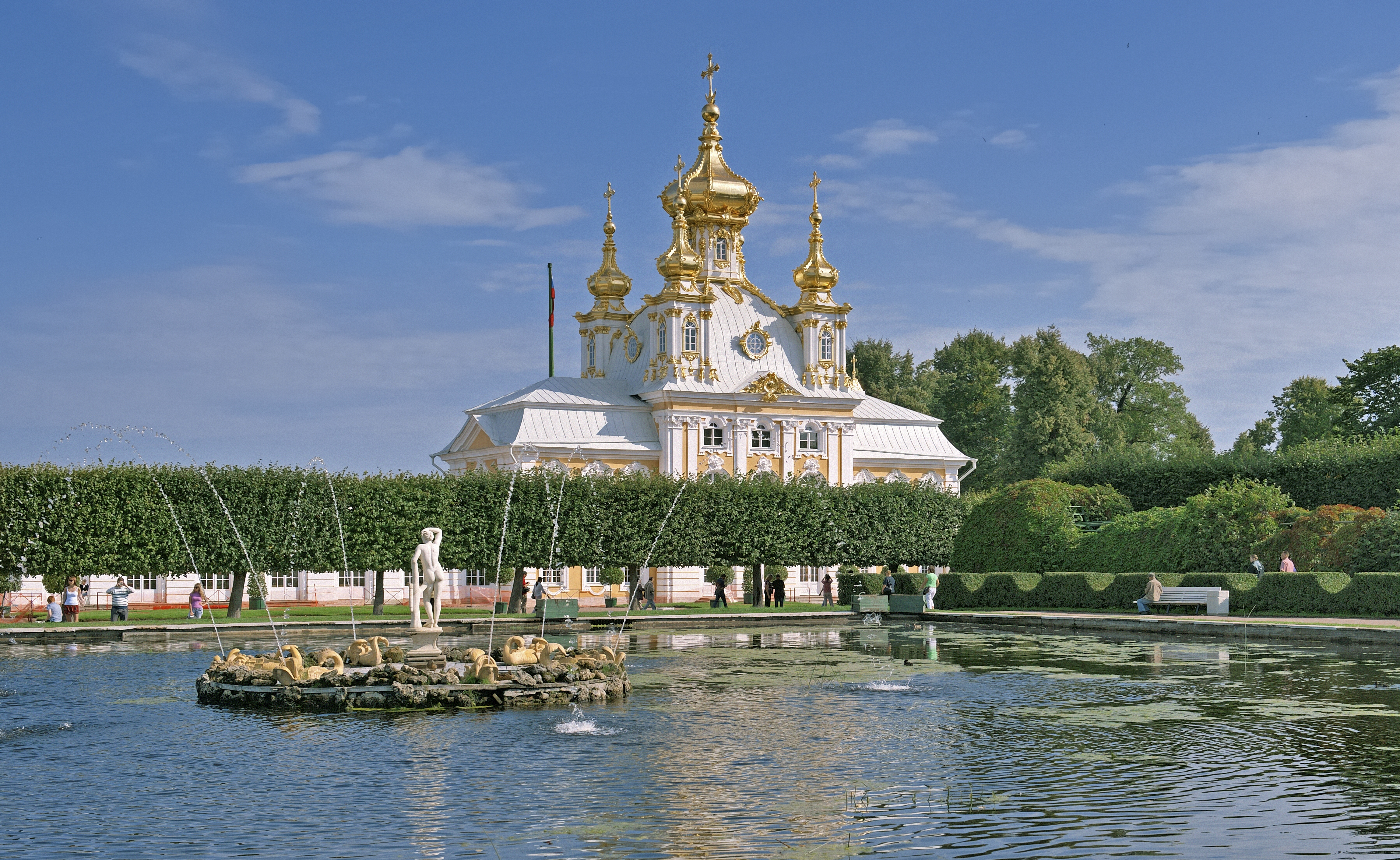
La chiesa di Peterhof
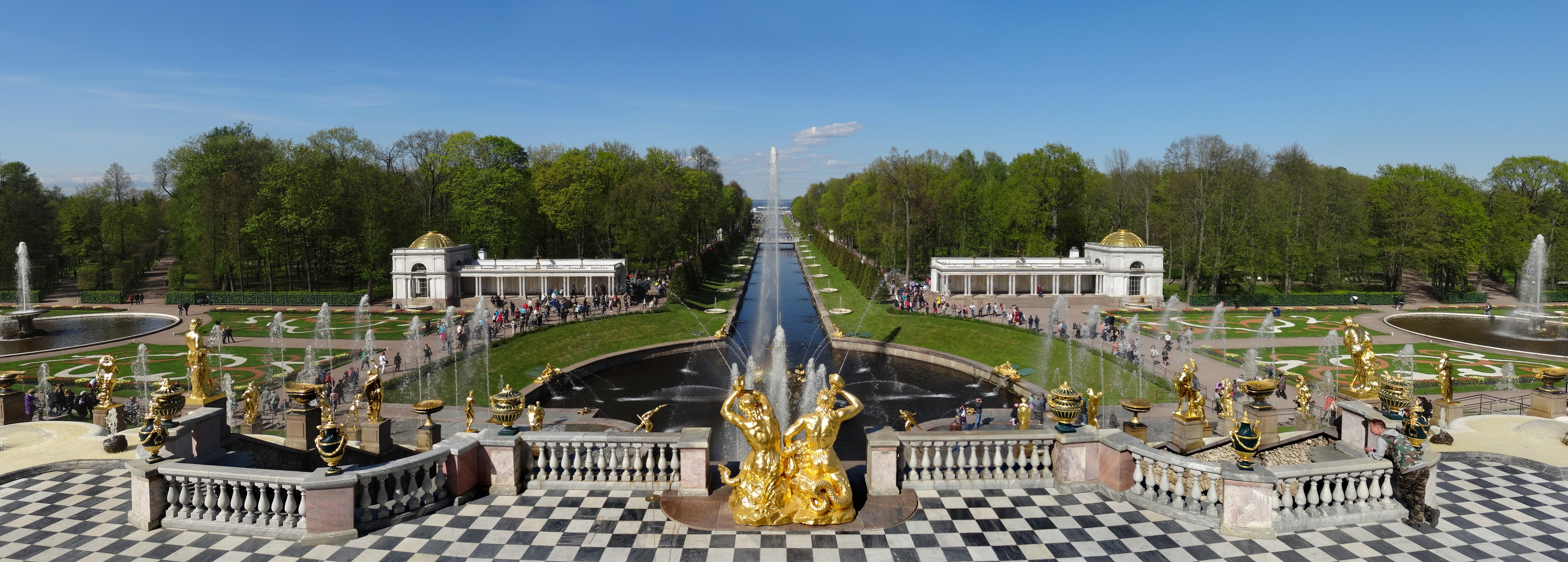
La gran cascata
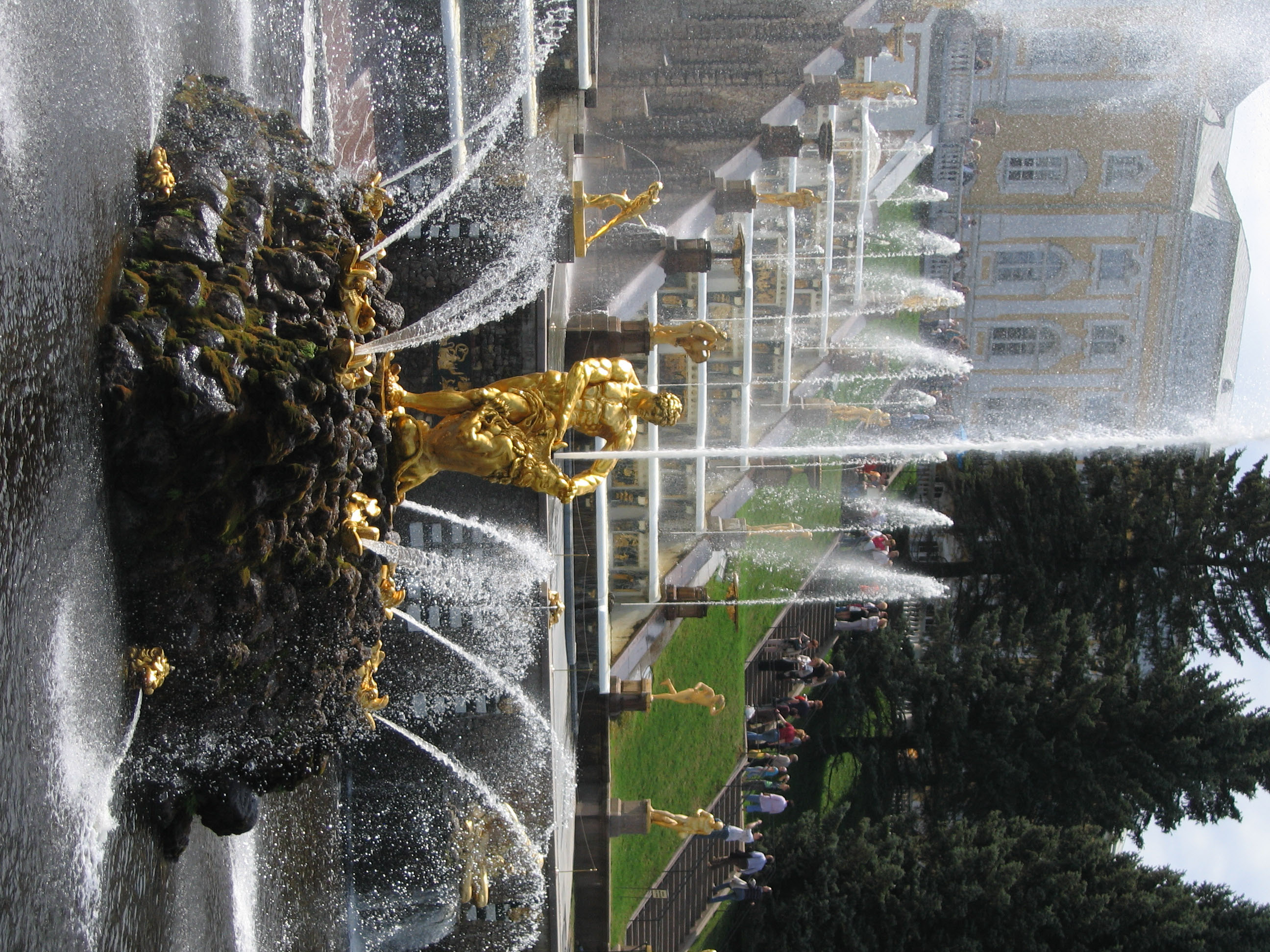
Sansone e il leone
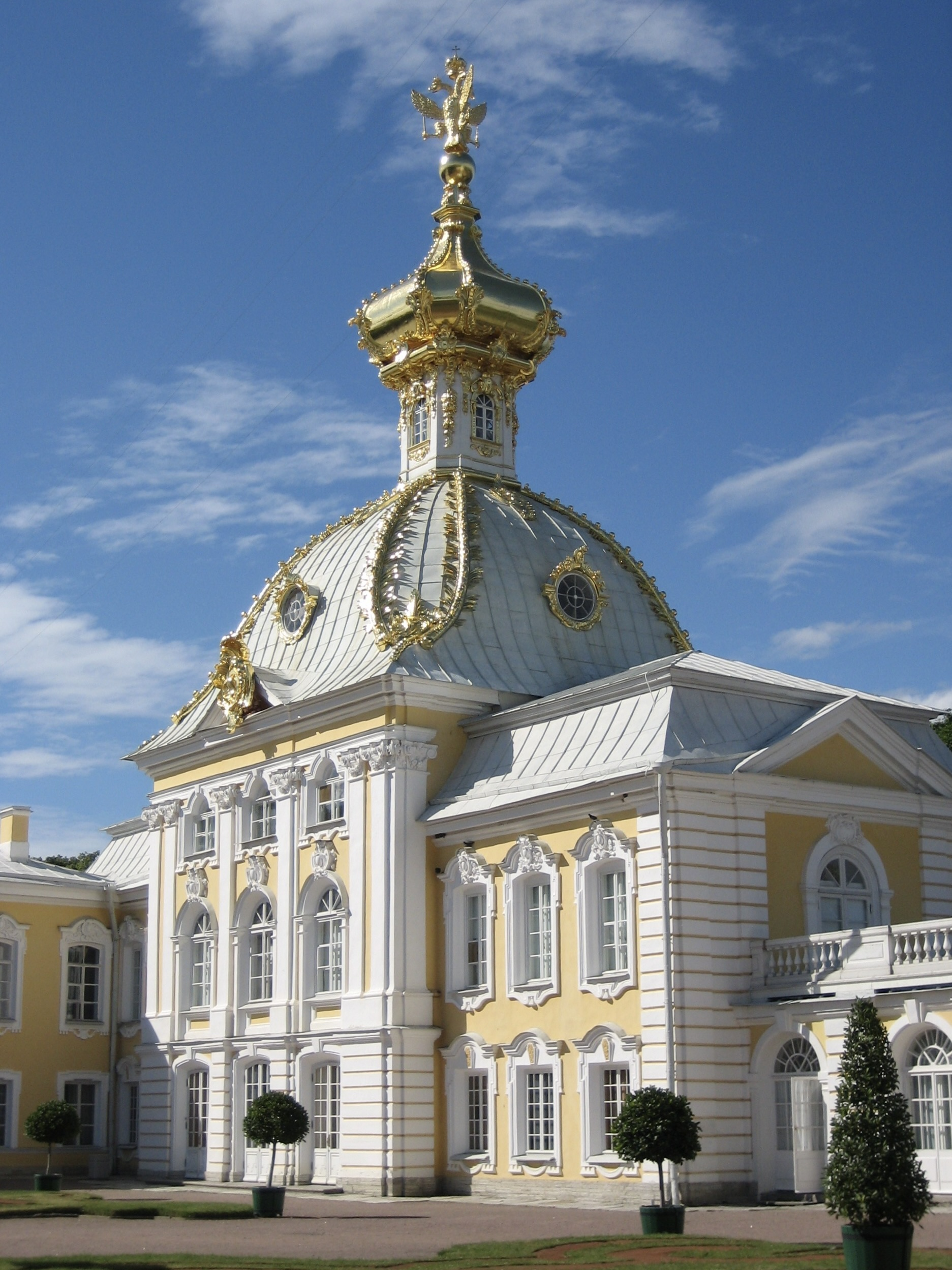
Retro di Peterhof
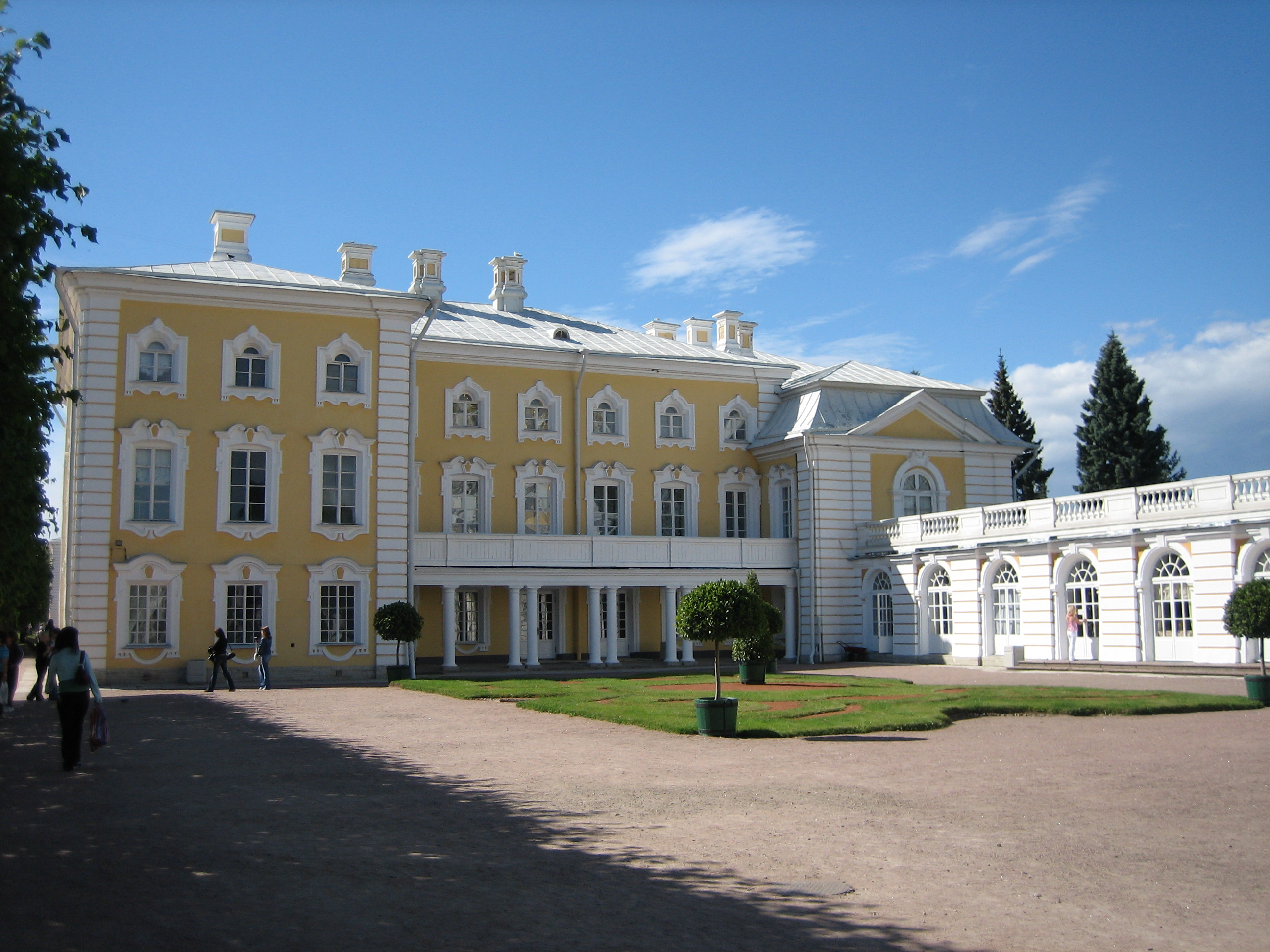
Un cortile
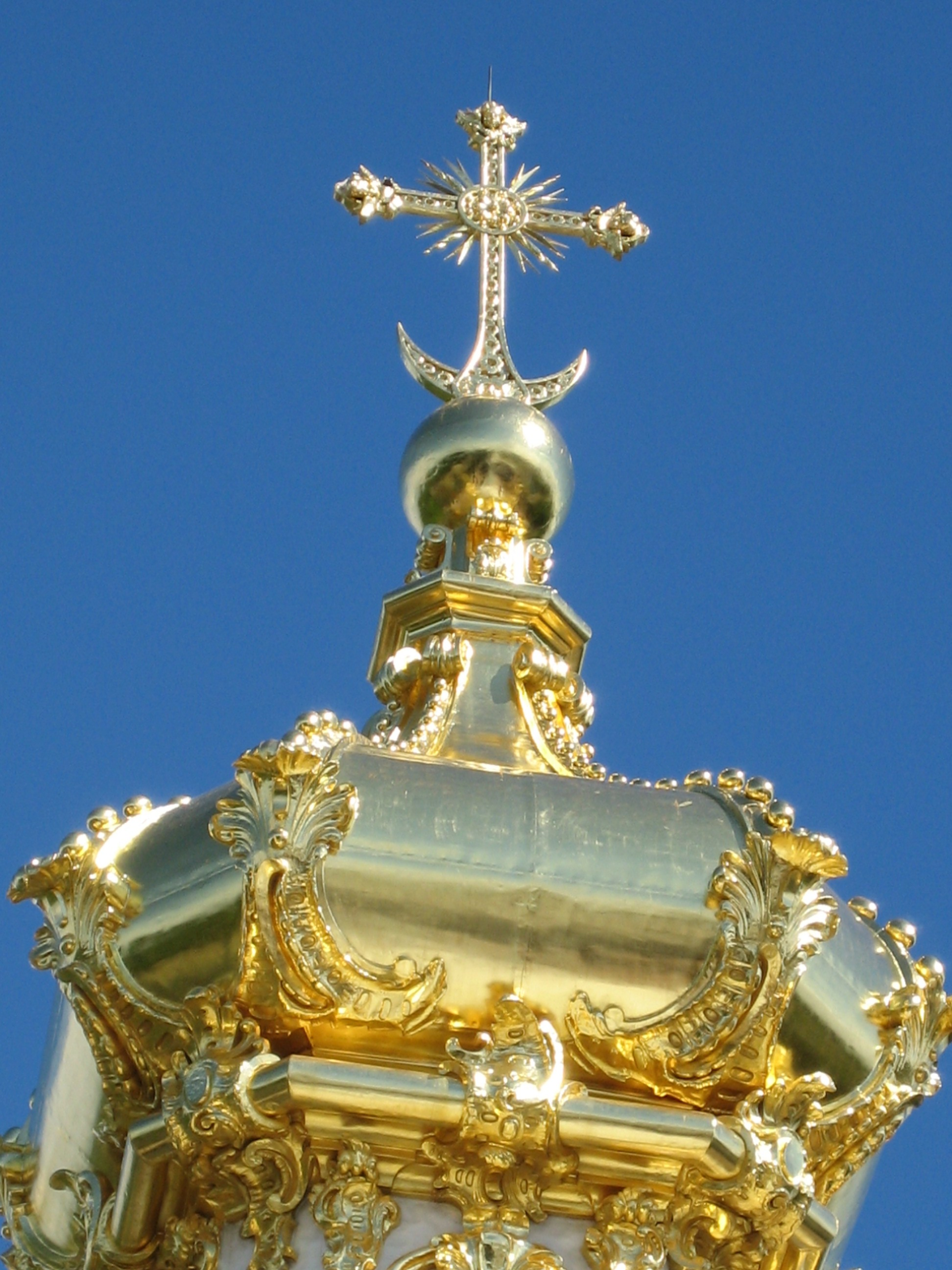
Cupola con la Croce
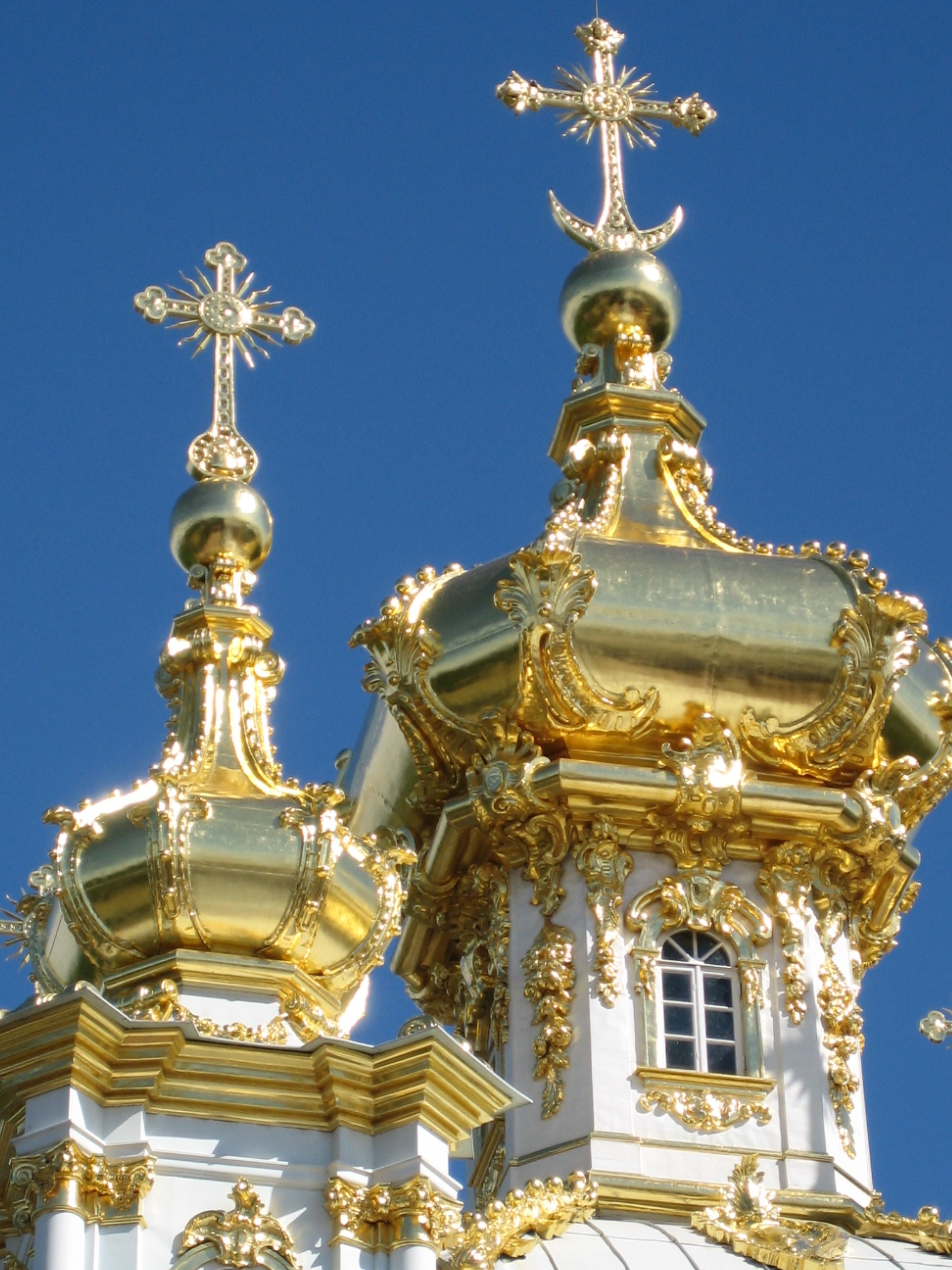
Sommità di due torri con sfarzo d'oro
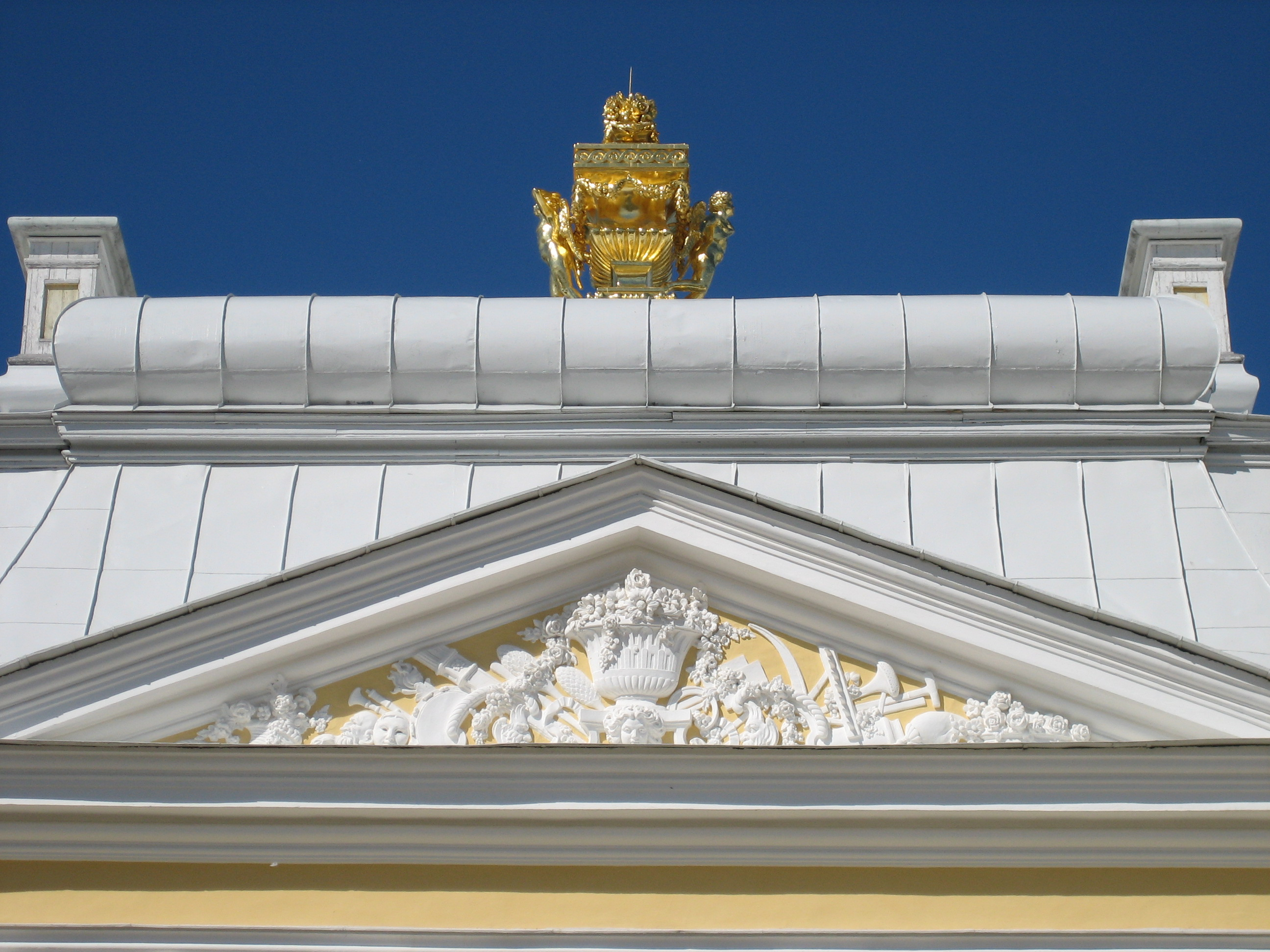
Un dettaglio di Peterhof
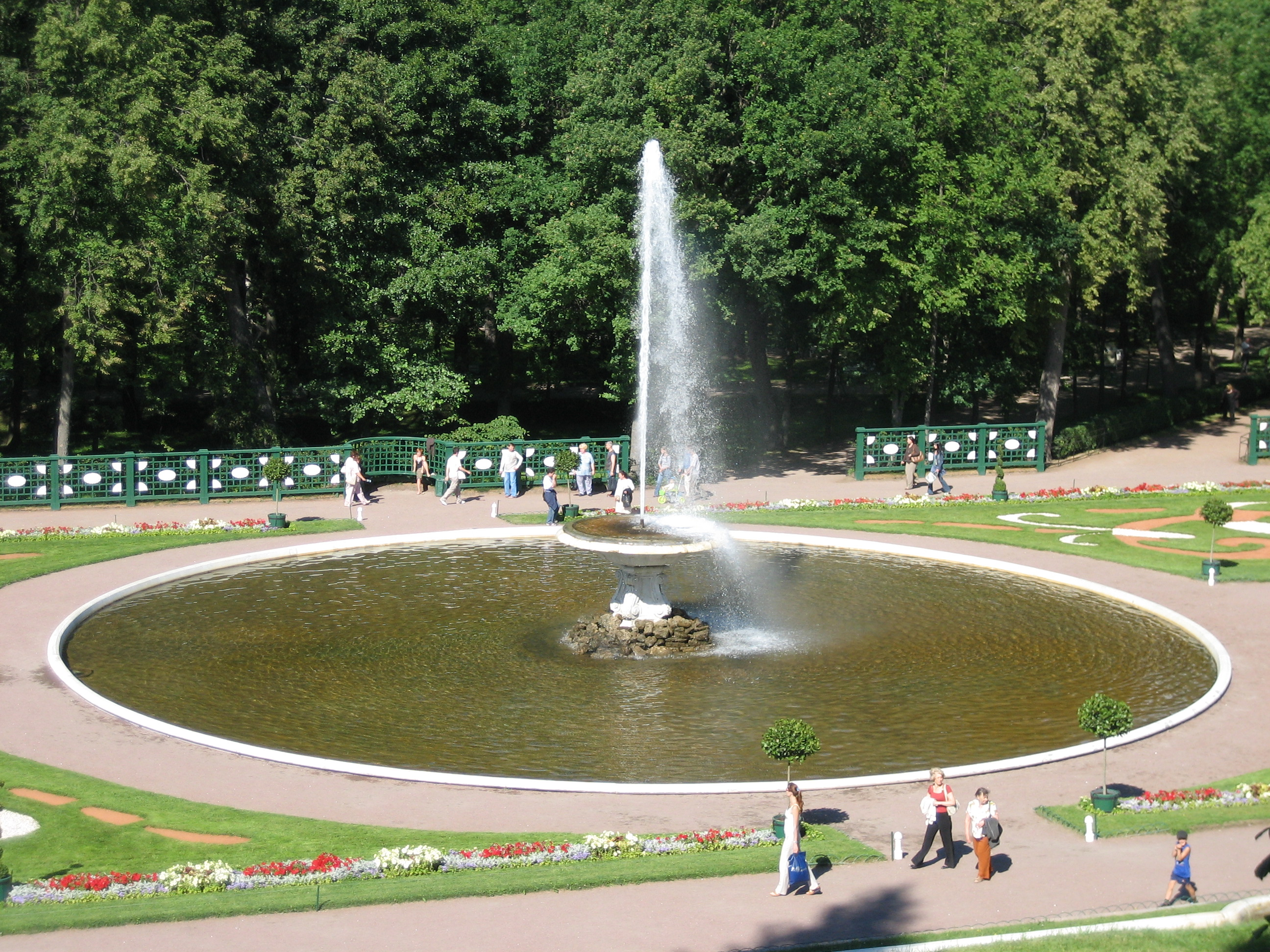
Fontana alla reggia